# Begonia lubbersii
Begonia lubbersii es una especie de planta perenne perteneciente a la familia Begoniaceae. Es originaria de Sudamérica.

## Distribución
Es un endemismo de Brasil, donde se encuentra en la Mata Atlántica distribuidas por Río de Janeiro.

## Taxonomía
Begonia lubbersii fue descrita por Charles Jacques Édouard Morren y publicado en La Belgique Horticole 33: 155, t. 13. 1883.
Etimología
Begonia: nombre genérico, acuñado por Charles Plumier, un referente francés en botánica, honra a Michel Bégon, un gobernador de la excolonia francesa de Haití, y fue adoptado por Linneo.
lubbersii: epíteto